# Cosmo Clock 21
A Cosmo Clock 21 egy 112,5 méter magas óriáskerék, mely Jokohamában (Japán) található a Yokohama Cosmo World vidámparkban. Az óriáskerék egyben a világ legnagyobb órája is.
Az óriáskereket az 1989-es jokohamai Világkiállításra építették meg, 1989. március 18-án nyílt meg. Ezután az építmény nyolc éven át volt a világ legmagasabb óriáskereke, míg 1999-ben megnyílt a Tempozan Harbor Village óriáskerék a nyilvánosság előtt.
Az óriáskereket eredetileg 107,5 méter magasra építették. 1997-ben az építményt szétszerelték, majd 1999-ben egy magasabb alapra helyezve újra felépítették, ekkor már a jelenlegi 112,5 méteres magassággal.
A kerék hatvan gondolát tartalmaz, mindegyik nyolc utas befogadására képes, összesen 480 utasa lehet egyszerre. A 100 méter átmérőjű kerék egy fordulatot 15 perc alatt tesz meg, közben változatos fényjáték kíséri, melynek alapszínei évszakonként változnak.